# Нейроэстетика
Нейроэстетика (англ. Neuroesthetics) — раздел эмпирической эстетики. Нейроэстетика является относительно новой областью эмпирической эстетики, В 1999 году Вилейанура Рамачандран в соавторстве с коллегами опубликовал статью «Наука об искусстве: неврологическая теория эстетического переживания», эта статья знаменует создание нейроэстетики как науки. Определение нейроэстетики: она включает изучение нейронных и эволюционных основ когнитивных и аффективных процессов, происходящих во время того, как индивид использует эстетический или художественный подход к произведению искусства, нехудожественному объекту или природному явлению".
Эмпирическая эстетика использует научный подход в изучении эстетического восприятия музыки, искусства или любого другого объекта, который может вызывать в человеке эстетическую оценку. Нейроэстетика использует нейрологию для объяснения и понимания эстетического опыта на уровне нервной системы. Данное направление привлекает исследователей из многих областей, включая неврологов, историков искусства, художников и психологов.

## Общий обзор
Нейроэстетика — область экспериментальной науки, цель которой состоит в совмещении (нейро-)психологических исследований с эстетикой путём исследования «восприятия и создания произведений искусства, а также реакции (зрителя) на них, также исследуется взаимодействие людей с объектами и изображаемыми сценами, которые вызывают сильное чувство, часто чувство приятного». Это относительно новое направление пытается, в том числе, найти основания эстетических оценок и креативности в нервной системе. Нейроэстетика утверждает, что визуальная эстетика (возможность приписывания разных степеней красоты определённым формам, цветам и движениям) является человеческой чертой, которая была приобретена после того, как человеческий вид отделился от вида обезьян, что делает опыт красивого (прекрасного) отличительной чертой человека. Исторической предшественницей нейроэстетики является экспериментальная эстетика.
Одним из основных вопросов нейроэстетики выступает вопрос о том, существует ли свод универсальных законов или принципов, которые формируют искусство и наши эстетические предпочтения. В дополнение к этому, представители данного направления пытаются выяснить эволюционный базис, который определяет то, как данные принципы формируются, а также исследуется влияние эволюционного процесса на характеристики данных принципов. Считается, что выявление частей (и их схем) мозга, которые ответственны за эстетические суждения, может помочь установить источник данных реакций (эстетических).

## История
Термин «нейроэстетика» был введён в 1990-х годах британским нейробиологом Семиром Зеки, который считается родоначальником данного направления. Зеки начал изучать нейро-основания творческого потенциала в 1994 году. В 2001 году он основал Институт Нейроэстетики. С 2008 года является профессором нейроэстетики в Университетском колледже Лондона.
Ранние исследования в области нейроэстетики в 90-х годах, проводимые Зеки и индийским неврологом Вилейануром Рамачандраном, показали наличие связей между визуальным подходом художника и тем, как его мозг обрабатывает визуальную информацию.

## Теории пионеров нейроэстетики

### Законы обработки зрительной информации Семира Зеки
Семир Зеки является профессором нейроэстетики в University College of London, он считает, что искусство является примером непостоянства (изменчивости) мозга. Поэтому нейрологический подход к источнику данной изменчивости может помочь объяснить определённый субъективный эстетический опыт, а также масштабы нашей способности создавать искусство.
«…Художник в некотором смысле, как и нейробиолог, исследует потенциал мозга и его возможности, только художник использует другие приемы. То, как произведения искусства пробуждают в нас эстетическое переживание, может быть осмыслено в полной мере лишь с помощью нейробиологической терминологии. Понимание этого процесса на сегодняшний день представляется современной науке вполне достижимым»
Он предлагает два основных закона обработки зрительной информации в мозге: закон постоянства и закон абстракции.

##### 1) Закон постоянства
Несмотря на изменения, происходящие в мозге в процессе обработки визуального стимула (расстояния, угла обзора, освещения), у нас есть уникальная способность удерживать внимание на постоянных и существенных свойствах объекта и не принимать во внимание временные, не играющие роли признаки. Это позволяет нам не только всегда видеть банан жёлтым, но и распознавать лица при изменении угла зрения. Произведение искусства фиксирует саму сущность объекта. Например, процесс живописи предполагает изображение объекта таким, какой он на самом деле есть, что отлично от того, каким его воспринимает человеческий глаз. Семир Зеки отсылает к «идеям» Платона и концепту Гегеля через утверждение: формы не существуют без разума и способности хранить воспоминания.

##### 2) Закон абстракции
Этот процесс связан с иерархической координацией, где общее представление может быть применено ко многим частностям, позволяя мозгу эффективно обрабатывать визуальные стимулы. Способность к абстрагированию, возможно, развилась как необходимость в связи с ограниченной памятью. В некотором смысле, искусство воплощает функции абстрагирования в мозгу. Процесс абстрагирования — тайна для познавательной нейробиологии. Семира Зеки в связи с этим интересует вопрос, есть ли существенная разница в структуре мозговой деятельности при созерцании абстрактного искусства в отличие от изобразительного искусства.

##### Семир Зеки о понимании реальности и ощущении красоты
Способность получать знание о мире неразрывно связана с приписыванием миру стабильности. Что касается восприятия цвета, то мозг отбрасывает постоянные изменения длины волны света, поступающего с поверхности. Игнорируя эти изменения, человек может присвоить поверхности постоянный цвет.
Так, например, когда мы смотрим на листья в парке, мы видим их как зелёные и в полдень пасмурного дня, и в солнечный день. Даже на закате и рассвете мы все равно видим их зелёными. Но если измерить количество красного, зелёного и голубого цвета, отражаемого от листьев в разных условиях, мы обнаружим огромную разницу. Но наш мозг стабилизирует восприятие света, сопоставляя количество красного, зелёного и голубого, отражённого от листьев и от окружающего пространства.
Эти соотношения остаются неизменными: какое бы количество зелёного света ни отражалось от листьев, все вокруг них всегда отражает меньше, потому что ниже интенсивность света. Также неважно, какое количество красного света отражается листьями, так как окружающее пространство всегда отражает этот свет с большей силой. Такова способность нашего мозга стабилизировать мир относительно цвета, идентифицировать нечто с его цветом. Если бы у человека не было этой стабилизирующей способности, то лист казался бы иногда красным, иногда синим, иногда жёлтым, иногда зелёным.
В некотором роде человек составляет действительность. Единственная действительность, которую человек может испытать, — это та, которую мозг позволяет испытывать. Способность мозга к стабилизации мира — единственный способ его познания. Чтобы получить знание о мире, человек использует логическую и математическую систему способность мозга, значительная часть знаний базируется на структуре и функционировании мозга.
Существуют противоречивые ситуации, вызывающие оптические иллюзии. Когда мы можем видеть нечто двумя разными способами. Мозг не может признать за одним из вариантов правильность, поэтому делает оба решения достоверными, но нельзя видеть их одновременно, только один вариант находится в сознании в определённый момент.
С восприятием красоты в музыке, живописи и математике связана одна и та же часть мозга. В тот момент, когда человек испытывает ощущение красоты, например, видит картину Сезанна или Пуссена, или же красивое уравнение, в его орбитофронтальной коре отображается активность.
Чтобы выстроить всеобъемлющую теорию эстетики, по мнению Зеки, необходимо брать во внимание и исследовать деятельность мозга, которая отвечает за то, что мы видим нечто как красивое.

### Восемь законов художественного опыта Вилейанура Рамачандрана
Вилейанур Рамачандран и его коллеги, включая Вильяма Хирстайна, разработали теорию художественного опыта человека и нейронных механизмов, отвечающих за этот опыт. В данную теорию входят восемь «законов», которые представляют собой основную структуру для понимания аспектов изобразительного искусства, эстетики и дизайна. Рамачандран перечисляет следующие «законы»: принцип максимального смещения, изоляции, группирования, контраста, решения проблем восприятия, отвращения к одному полю зрения, метафоры и симметрии.

##### 1) Принцип максимального смещения
Данный психологический феномен был открыт в области дискриминативного обучения (в психологии, процесс с помощью которого животные и люди научаются отличать объекты друг от друга) животных. Принцип максимального смещения состоит в том, что животные часто отвечают более сильно на преувеличенную версию раздражителя, который используется при тренировке. Например, когда крысу пытаются обучить тому, чтобы она отличала квадрат от прямоугольника, её награждают, если она правильно выберет прямоугольник, а не квадрат. Со временем крыса начнёт выбирать именно прямоугольники, так как её за это награждают, а потом она начнёт выбирать из множества прямоугольников такие, у которых основание длиннее, а высота меньше, чем те с которыми её изначально обучали (то есть она будет пытаться найти наиболее прямоугольные прямоугольники) (данный феномен называется сверхнормальный стимул). Тот факт, что крыса выбирает по большей части «супер-» прямоугольники, показывает, что у неё идёт процесс обучения правилу.
Данный феномен имеет место не только у животных, но и у людей в тех случаях, которые связаны с узнаванием паттернов и эстетическими предпочтениями. Некоторые художники пытаются изобразить саму сущность чего-либо, чтобы пробудить прямой эмоциональный отклик, то есть они пытаются создать «супер-» прямоугольник, чтобы вызвать у зрителя усиленную ответную реакцию. Для того, чтобы изобразить сущность объекта, художник подчеркивает отличительные и уникальные черты данного объекта, чтобы это сделать художнику для этого необходимо подчеркнуть важные черты и уменьшить количество ненужной для этой цели информации. Данный процесс копирует то, что наша визуальная часть мозга в процессе развития научилась делать, а также данный процесс сильнее активирует те же самые нервные механизмы, которые изначально активировались настоящим объектом.
Некоторые художники умышленно преувеличивают креативные (творческие) компоненты своей работы. Например, художник может изображать тени, световые пятна и освещение с такой силой, с которой данные вещи в реальном мире представлены быть не могут. Таким образом художники могут, сами того не зная, стимулировать повышенную активность в определённых отделах мозга. Здесь важно отметить, что большая часть опыта, который люди получают при взаимодействии с искусством, не подвергается осмысленной рефлексии со стороны аудитории, поэтому не ясно может ли принцип максимального смещения помочь нам объяснить (понять) процесс создания и восприятия искусства.

##### 2) Изоляция
Изоляция единичного знака позволяет организму распределять эффективно внимание, что даёт возможность наиболее полно наслаждаться принципом максимального смещения.
Другими словами, существует необходимость изолировать желаемую визуальную форму перед тем, как определённый аспект будет усилен. Именно из-за этого набросок (скетч) или зарисовка иногда могут быть более эффективны (в доставлении удовольствия от красивого), нежели чем оригинальная цветная фотография. Например, мультипликатор может преувеличивать определённые отличительные лицевые черты персонажа, которые являются для него уникальными, и убирать другие формы, которые принадлежат не только ему, например, тон кожи. Такая эффективность предотвращает отвлечение внимания зрителя на не уникальные черты произведения искусства. Именно поэтому мы можем предсказать, что набросок (если набросок выполнен искусно) будет более приятен эстетически, нежели чем цветная фотография.
Внимание зрителя притягивается к одной определённой области, что позволяет вниманию зрителя быть сфокусированным на данном источнике информации. Преувеличения, которые художник вносит в своё произведение, более заметны, что приводит к усиленной активации лимбической системы.

##### 3) Группирование
Перцептивная группировка, —процесс отделения изображаемого от заднего плана, — может приносить наслаждение. Источником наслаждения может являться тот факт, что эволюционно было необходимо, чтобы у организмов была мотивация для того, чтобы обнаруживать объекты в природе, например, отличение хищника от окружающей обстановки. Также можно привести ещё один пример— когда мы смотрим на чернильные пятна, наша визуальная система пытается разложить изображаемое перед нами так, чтобы убрать маскировку и соединить множество пятен между собой. Данный феномен может быть достигнут максимально эффективно, если лимбическое подкрепление передаётся первичному видению на каждом этапе визуальной обработки, что ведёт к открытию изображаемого объекта. Ключевая идея здесь состоит в том, что вследствие того, что ресурс внимания ограничен, постоянная отдача (фидбэк) обратно содействует обработке определённых черт на ранних стадиях вследствие открытия нами подсказки, которая провоцирует лимбическую активацию, чтобы приковать внимание субъекта к важным чертам. Хотя данный процесс не спонтанен, это усиление и есть источник приятного ощущения. Нахождение самого объекта приводит к приятному «ага» и таким образом заставляет организм продолжать созерцать изображение.
Художник может использовать данный феномен путём поддразнивания данной системы. Это даёт возможность временному связыванию быть сообщённым с помощью сигнала лимбической системе для усиления, что является источником эстетического опыта.

##### 4) Контраст
Извлечение контраста влечёт за собой удаление ненужной информации и фокусировки внимания. Клетки в сетчатке глаза, латеральное коленчатое тело и зрительный кортекс отвечают в основном на постепенные изменения в освещении, нежели чем на гомогенные цвета поверхности. Мягкие цвета представляют гораздо более сложную задачу для зрительной системы, а сегментированные тени (контрастные места) дают возможность нашей зрительной системе легко отличать края того, на что мы смотрим. Контрасты вследствие формы краев могут быть приятны глазу. Важность отличающихся ответных реакций зрительных нейронов на ориентацию и присутствие краев была доказана Давидом Губелем и Торстеном Визелом. Данный факт может свидетельствовать об эволюционной значимости контрастов, потому что контрастные регионы несут в себе много информации, что требует подкрепления и перенаправления внимания. В отличие от принципа группировки, контрастные элементы обычно находятся близко друг к другу, что делает ненужным соединение далеких, но похожих черт друг с другом.

##### 5) Решение проблем восприятия
С нашей возможностью замечать контраст и группировку, связано то, что открытие (узнавание) объекта, на которое было направлено много усилий, является более приятным, чем открытие объекта, который был сразу очевиден. Определённый механизм подкрепляет то, что мы затрачиваем много усилий, что в свою очередь приводит к тому, что мы продолжаем пытаться открыть объект, а не бросаем это дело сразу, если его сложно найти. С точки зрения выживания это может быть важно для поиска хищников, которые постоянно находятся вокруг нас. Рамачандран полагает, исходя из этой же причины, что модель, чьи грудь и бёдра чуть прикрыты и мы не видим всего её обнажённого тела, выступает как более провокационная фигура, нежели, чем полностью голая модель. Смысл, который предполагается, является более притягательным в данном случае, нежели чем тот, который явно выражен.

##### 6) Отвращение к сходной/общей точке зрения
Зрительная система не любит интерпретации, которые полагаются на уникальную позицию. Она скорее тяготеет к визуальной интерпретации, в которой есть бесконечное множество точек зрения, которые могут произвести целый класс сетчатчатых изображений (можем обойти статую и полностью её выстроить в мысли, взгляд на картину же идёт с одной точки). Например, на картине с пейзажем зрительная система будет скорее считать, что объект на первом плане заграждает объект, который находится на втором плане, чем считать, что объекту на втором плане, часть которого прикрыта, не хватает части. В теории, если художник пытается доставить наслаждение глазу, он должен избегать таких совпадений (7). Как бы то ни было, иногда несоблюдение данного принципа может тоже создавать приятный эффект.

##### 7) Метафора
Рамачандран определяет метафору как умственный туннель между двумя концептами, которые на поверхности кажутся очень различными, но на самом деле между ними есть глубокая связь. Точно также как и в «решении проблем восприятия», схватывание аналогии награждается. Это позволяет зрителю выделить ключевые аспекты, которые два объекта между собой делят. Хотя не ясно является ли целью этого механизма эффективная коммуникация или его цель чисто когнитивная, открытие похожестей между поверхностно различными событиями ведёт к активации лимбической системы для инициации процесса награждения.
Поддержкой данного взгляда выступают симптомы «Синдрома Капгра», при данном синдроме больные переживают уменьшенную лицевую узнаваемость, которая имеет своим началом повреждения в связях между височной нижней бороздой и миндалевидным телом, которое ответственно за эмоции. Результатом такого повреждения является то, что человек перестаёт испытывать теплое непонятное чувство, когда ему показывают знакомое лицо. «Сияние» человека теряется из за нехватки лимбической активации.

##### 8) Симметрия
Эстетическая привлекательность симметрии достаточно ясна. С биологической точки зрения симметрия важна для нахождения хищника, нахождения добычи и выбора особи для спаривания, все это в природе стремится к симметрии. Это дополняет другие принципы, которые связаны с открытием объектов, которые богаты информацией. В дополнение к этому эволюционные биологи предполагают, что стремление к симметрии обусловлено тем, что с биологической точки зрения асимметрия связана с инфекциями и заболеваниями, которые могут вести к производству дефектного потомства, поэтому животные стараются выбирать партнёров наиболее симметрично сложенных. Как бы то ни было, отклонения от симметрии в визуальном искусстве тоже часто считаются красивыми, что ведёт к предположению, что симметрия может помочь ответить на вопрос почему некоторые объекты мы считаем «красивыми», но с помощью симметрии нельзя объяснить почему некоторые объекты являются прекрасными.

## Подходы к изучению
Исследователи, занимающие видное место в данном исследовательском поле, применяют принципы перцептивной психологии, эволюционной биологии, неврологического дефицита и функциональной анатомии мозга для того, чтобы рассмотреть эволюционный смысл красоты, который может быть сущностью искусства. Считается, что нейронаука — очень перспективный путь для поиска количественной оценки искусства. Для выявления общих правил эстетики, одним из подходов является наблюдение предметов, рассматривающих искусство, и исследование механики зрения.
Предполагается, что приятные ощущения появляются благодаря повторной активации нейронов, которая, в свою очередь, вызвана примитивными визуальными стимулами, такими как горизонтальные и вертикальные линии. Для понимания данного процесса, в дополнение к имеющимся теориям, таких как набор законов Рамачандрана, важно рассматривать и неврологический аспект, необходимый для определения неврологических механизмов.
Связь между конкретными областями мозга и художественной деятельностью имеет огромное значение для области нейроэстетики. Это может быть применено и к способности создавать, и к способности интерпретировать искусство. Общим подходом к раскрытию нейронных механизмов является изучение людей, а в частности художников, с нервными расстройствами, такими как синдром саванта или с какой-либо формой травматического повреждения. Анализ искусства, созданный этими пациентами, даёт ценную информацию о мозговых областях, ответственных за захват сущности искусства.
Эстетическое наслаждение людей можно исследовать с помощью экспериментов по визуализации мозга. Когда предметы сталкиваются с изображениями определённого уровня эстетики, можно идентифицировать определённые области мозга, которые в данный момент активированы. Утверждается, что чувство красоты и эстетического суждения предполагает изменение в активации системы вознаграждения мозга.
Важнейший вопрос исследования заключается в том, рассматривать ли эстетическое суждение как процесс, идущий снизу вверх, который обусловлен нейронными примитивами или как процесс, идущий сверху вниз с высоким уровнем познавательной способности. Неврологи успешно изучают примитивы. Однако необходимо объективно определить абстрактные философские концепции более высокого уровня с нейронными коррелятами. Предполагается, что эстетический опыт является функцией взаимодействия, которая находится между нисходящим процессом, преднамеренной ориентацией внимания и восходящим процессом перцептивного упрощения конструкции изображения. Другими словами, поскольку неподготовленные лица автоматически применяют привычку идентификации объекта к просмотру произведений искусства, для снижения этой привычки может потребоваться нейрологический контроль, чтобы привлечь эстетическое восприятие. Это говорит о том, что художники проявляют отличные уровни активации, чем не художники.
Недавно были изучены эстетические отклики на различные виды искусства и техники. Кубизм — это самым радикальный отход от западных форм искусства, который ставит целью заставить зрителя обнаружить нестабильные элементы представляемого объекта. Он устраняет помехи, такие как освещение и угол перспективы для захвата объектов, как они есть сами по себе. Это можно сравнить со способностью мозга удерживать идентичность объекта, несмотря на различные условия. С целью объяснения систем визуальной обработки также исследовался модерн, репрезентативное и импрессионистическое искусство. Все же, эстетические суждения существуют во всех областях, а не только в искусстве.

## Мозг и искусство
Исследования показали, что существует взаимосвязь между состоянием нервной системы художника и его художественной манерой. Так, травма мозга, полученная в течение жизни, может значительно изменить стиль произведений. В качестве примера исследователи приводят голландско-американского экспрессиониста Виллема де Кунинга: прогрессирующая болезнь Альцгеймера существенно повлияла на его творчество позднего периода, его работы стали более абстрактными.

## Критика нейроэстетики
Существует несколько возражений в отношении попыток исследователей редуцировать эстетический опыт к набору физических и неврологических законов.
Во-первых, остаётся под вопросом возможность схватывания оригинальности отдельных произведений искусства с помощью нейроэстетических теорий. Эксперименты, которые были проведены, подтверждают данные теории не прямо, а лишь косвенно.
Во-вторых, на сегодняшний день эксперименты исследуют вербальный ответ человека на вопрос о том, что он испытывает, когда ему предъявляют произведение искусства, и ответы людей селективно фильтруются. Рамачандран, пытаясь преодолеть субъективность данного подхода, предлагает использование кожно-гальванического рефлекса для количественного измерения эстетических суждений, которые высказываются о визуальном.
В целом можно сказать, что пропорция между узким подходом к искусству и громкими заявлениям, которые исследователи делают о своих теориях, склоняется скорее в сторону громких заявлений.

## Перспективы нейроэстетики и связанные с ней области исследований
Начиная с 2005 года идея соединения исследований мозга с исследованиями искусства расцвела в область, которая пользуется на сегодняшний день международной популярностью. Профессор Джон Онианс в своей книге «Нейро-арт-история: от Аристотеля и Плиния до Баксандала и Зеки», выпущенной в 2008 году, считает, что он стоит на передовой поля нейро-научно-предвзятого-арт-исторического исследования, хотя такая «история» должна быть гораздо короче, чем Онианс пытается нас убедить. Многие исторические фигуры, которых он видит как предшественников Нейро-арт-истории (например, Карл Маркс), на самом деле имеют мало отношения к современной нейронауке. Многие современные художники, включая Стефана Смита, проводят достаточно подробные исследования, в которых рассматривается соединение нейронаук и живописи. Смит в своих работах исследует фундаментальные визуальные аналогии между нейрологической функцией и функцией самовыражения в абстрактном искусстве. Также стоит отметить, что в прошлом десятилетии приобрёл достаточную популярность подход к эстетике музыки с позиций неврологии.